# Saint-Roch-de-Mékinac
Saint-Roch-de-Mékinac är en kommun av typen socken (municipalité de paroisse) i provinsen Québec i Kanada. Den ligger i regionen Mauricie, i den sydöstra delen av landet, 270 km nordost om huvudstaden Ottawa.